# 나향욱
나향욱(한국 한자: 羅向栯, 1969년 2월 1일~)은 대한민국의 전직 공무원이다.
MB 정부 시대 말기에 청와대 대통령실 행정관 등을 지냈으며, 1991년 연세대학교 사범대학 교육학과 학사 출신이자, 1992년 행정고시 제36회 출신인데, 2016년 7월 7일 교육부 정책기획관 시절에, 국내 각 신문 기자들과의 공동 사석 접견에 준하는 급의 자리에서, 민중을 차라리 개돼지로 생각하고 신분제 등을 옹호하는 발언으로 인하여 직위 해제되었다. 2023년 3월 현재는, 교육부의 공직에 다시 돌아왔다.

## 민중은 개돼지 발언 논란
2016년 7월 7일(목요일), 교육부 정책기획관 시절 국내 각 신문 기자들과의 공동 사석 접견에 준하는 급의 자리에서, "나는 신분제를 차라리 공고화시켜야 한다고 생각한다."라며, "민중은 개·돼지로 취급하면 된다."라는 어느 영화 관련 대사를 인용하면서, 자신의 생각을 피력했다. 그리고 〈구의역 스크린도어 사망 사고〉는 차라리 남의 일이라고 말했다. 이 발언이 결국 논란이 되자 교육부는 닷새 후, 2016년 7월 12일(화요일)자로, 자신들의 교육부 중앙징계위원회 측에 나향욱의 파면 요청을 했다.